# Leucania marginata
Leucania marginata là một loài bướm đêm trong họ Noctuidae.